# Нагойский университет
Нагойский Университет (яп. 名古屋大学 нагоя дайгаку) — один из национальных университетов Японии. Расположен в восточной части города Нагоя, является одним из наиболее престижных в стране.
Университет уходит своими корнями в 1871 год, когда он был временной медицинской школой. В 1939 году становится Нагойским Императорским университетом. В 1947 был переименован в Нагойский университет. С 2004 года стал частью системы национальных университетов.

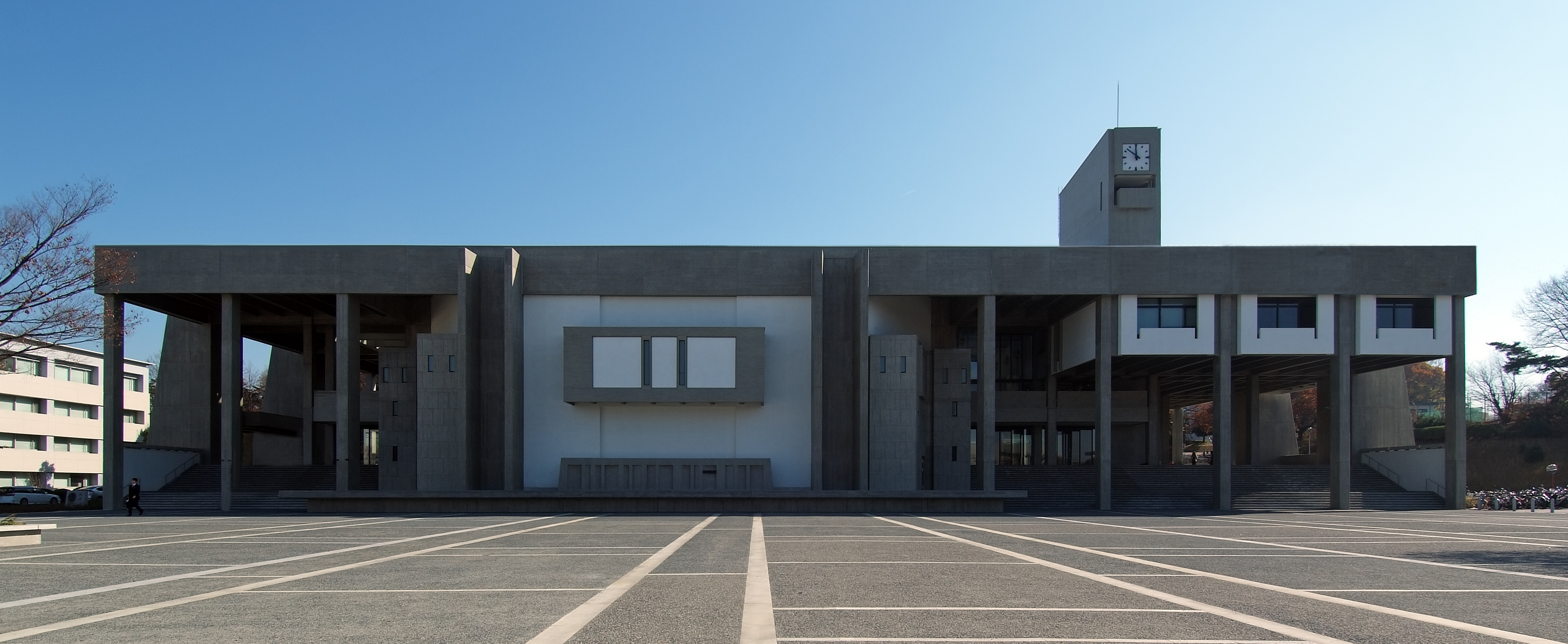
Нагойский университет

Большая часть студентов — из региона Токай, хотя значительна доля учащихся из других частей Японии. Множество иностранных студентов, главным образом из Китая — 47 % и Кореи — 9,5 % (по данным на 1 мая 2009 года). Имеется более 30 студентов с Тайваня, из Индонезии, Вьетнама, Малайзии, Камбоджи и Узбекистана.

## Выпускники
См. также Выпускники Нагойского университета
Среди выпускников университета имеются несколько нобелевских лауреатов: Рёдзи Ноёри (химия, 2001 год), Макото Кобаяси (физика, 2008 год), Тосихидэ Маскава (физика, 2008 год), Осаму Симомура (химия, 2008 год), Акасаки, Исаму (физика, 2014 год), Амано, Хироси (физика, 2014 год).

## Факультеты
- Юридический
- Медицинский
- Инженерный
- Литературный
- Научный
- Сельскохозяйственный
- Экономический
- Образования
- Информационной культуры